# 76 Freja
76 Freja (mednarodno ime 76 Freia) je asteroid tipa P v glavnem asteroidnem pasu. Pripada asteroidni družini Sibela.

## Odkritje
Asteroid je odkril Heinrich Louis d'Arrest (1822 – 1875) 21. oktobra 1862.. Asteroid je poimenovan po Freyji, nordijski mitološki boginji plodnosti, ljubezni, spolnosti, pa tudi vojne, prerokb in privlačnosti.

## Lastnosti
Asteroid Freja obkroži Sonce v 6,32 letih. Njegova tirnica ima izsrednost 0,163, nagnjena pa je za 2,116° proti ekliptiki. Njegov premer je 183,7 km, okrog svoje osi pa se zavrti v 9,972 urah .
Ima precej velik albedo, kar pomeni, da bi lahko vseboval večje količine zlitine železa in niklja.

## Okultacije
5. oktobra 2008 so opazovali okultacijo z zvezdo .